# Zajzare
Zajzare (nemško Saisserach) je naselje v Občini Vrba na Koroškem v Okraju Beljak-dežela na Koroškem v Avstriji.